# Lorenzo Gestri
Lorenzo Gestri (Piazza al Serchio, 11 dicembre 1943 – Pisa, 2 aprile 2002) è stato un politico e storico italiano che ha orientato il suo lavoro sul movimento operaio e socialista nel periodo della Seconda Internazionale.

## Biografia
Il padre Leo Gestri (6 ottobre 1913 - 24 settembre 1995) e la madre Ornella Begani (26 ottobre 1915 - 16 dicembre 1980) erano stati insegnanti. Durante la guerra il padre, di sentimenti antifascisti, si avvicinò al Partito d’azione e con la famiglia sfollò a Piazza al Serchio per sfuggire ai bombardamenti, rientrando a Carrara solo nel dopoguerra. Poi, per motivi di lavoro, la famiglia si trasferì a Parigi nel 1948 dove risiederà per cinque anni. Lorenzo frequentò il liceo classico e già al ginnasio entrò nel gruppo dei giovani socialisti, condividendo la passione per la politica con quella per lo sport. Nel 1961 aderì al Partito Socialista Italiano e l'anno successivo si iscrisse al corso di laurea in Lettere moderne presso l'Università di Pisa laureandosi poi nel 1969 con una tesi dal titolo: Il movimento operaio e socialista nella provincia di Massa-Carrara dal 1895 al 1905. Nel 1970 venne eletto nel Comitato esecutivo provinciale del PSI, incarico che svolse fino al 1973. Gestri successivamente continuò il proprio impegno politico e, dal 1972 al 1974, ricoprirà l’incarico di responsabile della vice segreteria regionale. Per le liste del PSI venne candidato alla Camera dei deputati nelle elezioni politiche del 7 maggio 1972, e pur non riuscendo eletto, riscosse un discreto successo raccogliendo 1336 voti a Carrara dove risultò il più votato nella lista socialista. Gestri insegnò per tre decenni Storia contemporanea presso l'Università di Pisa. Animò numerosi convegni e mostre documentarie. Pubblicò numerosi studi dedicati alla storia politica e sociale della Toscana e sulla storia del movimento operaio e socialista. Fu collaboratore di varie riviste di ambito storico e di diverse istituzioni culturali tra le quali si ricorda la Biblioteca Franco Serantini di Pisa, che oggi ospita un fondo librario a suo nome.
Morì improvvisamente il 2 aprile 2002 all'ospedale Santa Chiara di Pisa dove era stato ricoverato per un attacco cardiaco.